# Maria Aurora
Maria Aurora è una municipalità di terza classe delle Filippine, situata nella Provincia di Aurora, nella regione del Luzon Centrale.
Maria Aurora è formata da 40 baranggay:
- Alcala
- Bagtu
- Bangco
- Bannawag
- Barangay I (Pob.)
- Barangay II (Pob.)
- Barangay III (Pob.)
- Barangay IV (Pob.)
- Baubo
- Bayanihan
- Bazal
- Cabituculan East
- Cabituculan West
- Cadayacan
- Debucao
- Decoliat
- Detailen
- Diaat
- Dialatman
- Diaman

- Dianawan
- Dikildit
- Dimanpudso
- Diome
- Estonilo
- Florida
- Galintuja
- Malasin
- Ponglo
- Quirino
- Ramada
- San Joaquin
- San Jose
- San Juan
- San Leonardo
- Santa Lucia
- Santo Tomas
- Suguit
- Villa Aurora
- Wenceslao